# 梅斯氏扁鱂
梅斯氏扁鱂，為輻鰭魚綱鯉齒目鰕鱂亞目鰕鱂科的其中一種，為熱帶淡水魚，分布於非洲幾內亞、賴比瑞亞與象牙海岸淡水流域，體長可達3.7公分，棲息在草原上的溪流、沼澤底中層水域，生活習性不明，可作為觀賞魚。

## 擴展閱讀
維基物種上的相關：梅斯氏扁鱂